# 2nd LIVE TOUR 2009 スピード☆スターツアーズ LIVE DVD
『2nd LIVE TOUR 2009 スピード☆スターツアーズ LIVE DVD』（セカンドライブツアーにせんきゅう スピードスターツアーズ ライブディーブイディー）は、平野綾の2作目のライブ映像DVD。2010年6月23日にLantisから発売された。

## 概要
- 2010年1月3日、JCBホール（現：東京ドームシティホール）にて行われた『2nd LIVE TOUR 2009 スピード☆スターツアーズ 』の模様が収録されている。
- 映像特典としてショートフイルムとツアーメイキングが収録されている。

## 収録内容
1. stereotype 〜inst〜
作曲･編曲：nishi-ken
2. Super Driver
作詞：畑亜貴、作曲・編曲：神前暁
  - テレビアニメ『涼宮ハルヒの憂鬱（2009年版）』オープニングテーマ
3. Sing a Song!
作詞：平野綾、作曲・編曲：黒須克彦
4. RIOT GIRL
作詞：平野綾、作曲・編曲：nishi-ken
5. MonStAR
作詞：meg rock、作曲：黒須克彦、編曲：nishi-ken
  - テレビ埼玉『アニたま』エンディングテーマ（2007年12月）
  - BSフジ『もえがく★5』エンディングテーマ
  - GyaO MIDTOWN TV『キネマルネッサンス あ〜や城』テーマソング
6. OH! My Darlin'
作詞：平野綾、作曲･編曲：nishi-ken
7. HERO
  - 作詞：平野綾、作曲・編曲：nishi-ken
  - 文化放送『RADIOアニメロミックス』オープニングテーマ
8. Kiss♥me
作詞：平野綾／作曲･編曲：nishi-ken
9. 曖昧スクリーム
作詞：平野綾、作曲･編曲：nishi-ken
10. 曖昧スクリーム
作詞：meg rock、作曲：黒須克彦、編曲：nishi-ken
11. アイシテ!
作詞：平野綾、作曲･編曲：黒須克彦
12. ラブソング [4:11]
  - 作詞：平野綾、作曲・編曲：黒須克彦
  - 映画『本日の猫事情』主題歌
13. For you
作詞：平野綾、作曲･編曲：黒須克彦
  - テレビ東京『アニソンぷらす』エンディングテーマ
14. LocK-oN
作詞：平野綾、作曲･編曲：nishi-ken
15. VOXX
  - 作詞：平野綾、作曲・編曲：Tom-H@ck
16. NEOPHILIA [4:10]
作詞：平野綾、畑亜貴、作曲・編曲：齋藤真也
  - テレビ埼玉『アニたま』2007年11月度エンディングテーマ
17. LOVE★GUN [3:51]
作詞：平野綾、作曲：黒須克彦、編曲：nishi-ken、黒須克彦
18. Set me free
作詞：平野綾、作曲：黒須克彦、編曲：nishi-ken
  - 『アニメロミックス』公式サイト-Spring- テーマソング
  - テレビ埼玉『アニたま』2009年5月度エンディングテーマ
  - 『Run Run LAN!』2009年4月・5月度オープニングテーマ
19. スピード☆スター
作詞：平野綾、作曲･編曲：nishi-ken
20. 水たまり
作詞：平野綾、作曲･編曲：黒須克彦
21. あの花のように
作詞：平野綾、作曲･編曲：黒須克彦
22. ヨロコビの歌
作詞：こだまさおり、作曲：前澤寛之、編曲：加藤大祐
23. Unnamed world
作詞：畑亜貴、作曲：黒須克彦、編曲：nishi-ken
24. スピード☆スター